# 韦圆照
韦圆照（572年—623年11月17日），京兆杜陵人，出身京兆韦氏郧公房，韦孝宽之孙，韦总第三子。

## 家世
- 高祖：韦真憙，历冯翊、扶风二郡守，赠泾州刺史。
- 曾祖：韦旭，官至尚书右丞，幽州刺史，赠司空公，谥曰文惠。
- 祖父：韦孝宽，北周郧襄公。
- 父亲：韦总，北周河南贞公。

## 墓志
隋丰宁公主杨静徽和驸马韦圆照合葬墓位于陕西长安县韦曲镇北原上。1990年被发现出土。

大唐故河南郡公韦君墓志文

公讳圆照，京兆杜陵人也。其先商伯受彤弓之锡，楚傅摛朱黻之诗。及大仆流名，双珠竝耀，丞相积德。二叶连辉，代有其人，风猷自远。祖孝宽，周太傅、上柱国、尚书右仆射、十一州诸军事、雍州牧、郧襄公。父总，柱国、京兆尹、河南怀公。并立功树绩，经文纬武。贻令德乎千祀，振英声于百代。公即怀公第三子也，擢影金穴，开荣玉树。孝友称于齔岁，聪敏发自髫年。摽落落之容，表汪汪之量。裴楷惭其清悟，王澄愧其迈达。袭封河南郡公，恩隆受册，荣贵承家。对扬之日，不胜悲感。寻尚丰宁公主，方骋辔于修衢，遽兴嗟于逝水。武德六年十月廿日卒于里宅，春秋五十二。惟公美风神，善谈笑，涉獦经史，探採流略，敦静立性，孝友居心。虽家自鼎门，身连皇族，而安兹素薄，不尚骄豪，可谓名贤君子，善始令终者矣。子思礼永言慈廕，结恨风枝。追思顾复之恩，用报劬劳之德。粤以贞观八年岁次甲午十月庚子朔十日己酉，永窆雍州万年县洪固乡福闰里之旧茔，礼也。秦车不进，滕马方留。欲记楚琴，仍刊繆板。其铭曰：

蝉联懿族，舄弈华宗。英奇继踵，卿相连蹤。名流钟鼎，德茂笙镛。孕珠产玉，重规蹈矩。

孝以承亲，忠由奉主。礼高承尚，恩隆土宇。如何景命，遽此销沦。哀缠戚属，悲深搢绅。

天长地远，松古坟新。雪路开晓，寒光惨惨。薤噎郊垧，风悽陇陌。方锢黄壤，寄之玄石。

## 子女
- 子：韦观，字思礼。
  - 孙：韦爽，太僕少卿
    - 曾孙：韦润
    - 曾孙：韦湜，齊州刺史